# Hadtörténelmi Közlemények
A Hadtörténelmi Közlemények a Honvédelmi Minisztérium Hadtörténeti Intézet és Múzeum negyedévente megjelenő, elsősorban hadtörténeti, hadászati, biztonságpolitikai témákkal foglalkozó tudományos folyóirata.
„A Hadtörténelmi Közlemények 1888-as alapítása óta a magyar nemzeti tudat és önértékelés alakításának egyik fontos folyóiratává lett. A hazai történészek - nem csak hadtörténészek - színe java írt (és ír ma is) a folyóiratba, amely tanulmányanyagát tekintve rendkívüli tartalmi gazdagságban vizsgálja a magyar történelmet. A folyóiratot gazdag forrás- és visszaemlékezés-rovata egyfajta magyar történelmi szöveggyűjteménnyé is teszi.”
A kiadvány tematikai összetételét A Hadtörténelmi közlemények repertóriuma című listacikk taglalja.

## Történet
A Hadtörténelmi Közlemények - a Századok után - Magyarország mindmáig működő második legrégibb társadalomtudományi folyóiratának tekinthető. Indulásától mindmáig összesen két rövidebb/hosszabb időszakban került sor szüneteltetésére. Fennállásának majd 120 éve alatt minden bizonnyal a hazai szakma egyik legjelentősebb és legelismertebb folyóiratává nőtte ki magát, mely nemcsak alapvető tanulmányok, közlemények, forrásközlések, ismertetések és recenziók közlésével, de jelentős történeti vitákkal is gazdagította a történelemtudományt.
A Hadtörténelmi Közleményeket a Magyar Tudományos Akadémia alapította: A folyóirat létrehozásáról 1887. december 3-án hozott döntést az MTA Hadtudományi Bizottsága , mely kiadóként magára vállalta a lap működtetését és annak szerkesztésével Rónai Horváth Jenő honvéd századost bízta meg. Az évnegyedes folyóirat első száma 1888 márciusában látta meg a napvilágot. A legelső tanulmány Thaly Kálmán tollából származott és II. Rákóczi Ferenc hadseregét mutatta be. A második Szádeczky Lajos Báthory István hadjáratairól írt munkája volt, míg ugyancsak az első számban kapott helyet Gömöry Gusztáv a napóleon-kori nemesi fölkeléseket elemző írása.
„A magyar hadtörténelem művelésére új közlönyt indított meg az Akadémia hadtudományi bizottsága, mely katonai szakemberek közreműködésével hadi intézményeink kifejlődésére és a nemzet nagy hadi tényeinek ismertetésére új világosságot fog deríteni” - mondta Fraknói Vilmos MTA főtitkár az Akadémia 1888. évi XLVIII. nagygyűlésén.
A folyóirat történetében 1898-ban tíz évnyi sikeres működés után kényszerűen szünet állt be. Az addigi szerkesztőt, Rónai Horváth Jenő honvéd alezredest, aki az MTA Hadtudományi Bizottságának is tagja, sőt előadója volt, előléptették és ezzel párhuzamosan kinevezték a budapesti 1. honvéd gyalogezred parancsnokává. Ugyan a szerkesztést a szintén ismert, hadtörténeti témákban jártas Bárczay Oszkár vette át, ám őt betegsége, majd 1898 áprilisában bekövetkezett halála megakadályozta a munka eredményes folytatását. Így mindmáig teljesen érthetetlen okokból az MTA III. osztályának Hadtudományi Bizottsága a folyóirat ideiglenes megszüntetése mellett döntött.
1906-ban Szendrei János történész tett kísérletet a folyóirat újraindítására, ez azonban anyagi gondok miatt nem sikerült. Két évvel később viszont Ferdinándy Béla függetlenségi párti képviselő egyik képviselőházi beszéde nagy nyilvánosságot adott a törekvéseknek: az újoncmegajánlási törvény kapcsán a magyar katonai irodalom és a hadtörténelem tanulságait keresve javasolta e szakterületek központi támogatását. Javaslatát Thaly Kálmán részletes beszéddel támogatta és így a képviselőház megajánlotta a szükséges anyagiakat a Hadtörténelmi Közlemények újraindításához. Az újjáalakult Hadtudományi Bizottság elnökévé az egyetlen katona-akadémikust, a folyóirat korábbi szerkesztőjét, Rónai Horváth Jenőt választották meg, míg a folyóirat szerkesztője Szendrei János lett.
Ez alapvetően folytonosságot jelentett, ugyanis az 1910-ben napvilágot látott újabb folyóiratszám önmagát is XI. évfolyamként határozta meg és emellett minden tekintetben méltó folytatása volt a korábbi lapszámoknak: mind szerkezetében, mind tartalmában és műszaki kialakításában a korábbi számokhoz igazodott. Tartalmilag pedig a folyóirat továbbra is a pozitivista, polgári, konzervatív-liberális történetfelfogást tükrözte, tanulmányai nem voltak mentesek a nemzetépítő, hadi ügyekben historizáló ideológia-építéstől sem.
Azonban hiába kezdődött biztatóan a munka, a világháborús évek súlyos megpróbáltatásokat jelentettek az egész szakma számára, sőt 1918-tól újabb szünet következett a HK életében. Ennek lefedésére és a folytonosság érdekében Pilch Jenő szerkesztésében utólag jelent meg az 1919-1921. évfolyamok összevont, összesen tizennégy ív terjedelmű száma. Az 1922-ben újrainduló folyóirat József főherceg irányítása alatt ebben az időszakban kiemelten az első világháború roppant részletes, napról napra történő feldolgozásába kezdett bele. Majd az 1930-as évek egyértelműen a szakmaiság legkiemelkedőbb időszakának tekinthetők a Hadtörténelmi Közlemények második világháború előtti történetében. A folyóirat mindvégig kiegyensúlyozott, szélsőségektől mentes maradt, amiben jelentős szerepe volt a szerkesztőnek: Pilch Jenő elévülhetetlen érdemeket szerzett a folyóirat színvonala tekintetében, de a hadtörténetírás jelentőségét mutatja, hogy a 30-as évektől kezdve az MTA Hadtudományi Bizottságának tagjai között találjuk Angyal Dávidot, Domanovszky Sándort, Eckhart Ferencet, Gombos F. Albint, Gyalókay Jenőt, Hajnal Istvánt, Hóman Bálintot, Károlyi Árpádot, gróf Klebelsberg Kunót, Mályusz Elemért, Markó Árpádot, Pilch Jenőt, Szekfű Gyulát.
A folyóirat számára a második világháború újabb, ez alkalommal kimondottan súlyos válságot hozott: az 1943-as évfolyamot követően (1944-től kezdődően) ismét egy évtizedig szünetelt a lap működése. Az újabb jelentős korszakváltás 1954-ben érkezett el, amikor a Hadtörténeti Intézet újrakezdte a folyóirat szerkesztését és kiadását. Az első számban, az Új folyamra keresztelt kiadásban, Borus József akkori főhadnagy és kijelölt szerkesztő értékelte a magyar hadtörténetírás helyzetét és feladatait. Írása teljes mértékben alkalmazkodott a korszak elvárásaihoz és megalapozta a marxista történetfelfogáson alapuló évtizedeket a folyóirat életében. Ahogy az államszocialista rendszer képes volt a politika- és eszmetörténetet is minden tekintetben saját céljainak alárendelni, ugyanúgy járt el a hadtörténelem legmeghatározóbb fóruma esetében is. A Rákosi-Kádár-korszak posztsztálinista történetírása javarészt a magyar történelem forradalmi alakjaira koncentrált és a szocialista forradalmiság jegyében emelte piedesztálra Dózsát, Bocskait, Rákóczit, Kossuthot vagy Kun Bélát.
Az új korszak az 1970-es évek közepén érte el a Hadtörténelmi Közleményeket, amikor a magyar hadtörténetírás megújulása is megfigyelhető volt és egy fiatal történész-generáció kezdte meg működését. A folyóirat különösen az egyes nagy évfordulókhoz kapcsolódó tudományos viták, az ezek révén felszínre hozott kiemelkedő jelentőségű forrásközlések, valamint az egyes eseményeknek szentelt tematikus különszámok révén fejlődött az egyik legjelentősebb hazai társadalom- és történelemtudományi orgánummá. Igazat adhatunk a szerkesztőség által az 1988-as jubileumi évben közzétett felhívás szövegének, miszerint a folyóirat „egyik legfontosabb műhelye és ösztönzője a magyar hadtörténetírásnak és a hadtörténeti ismeretek közreadásának”.

## Jelentősége
A folyóirat tematikájának középpontjában a legújabb korszakban elsősorban az 1848–49-es forradalom és szabadságharc, az első és a második világháború áll, de folyamatosan kitekint a középkori magyar és egyetemes hadtörténeti eseményekre és további a XX. század hadtörténelmét tárgyaló tanulmányok, forrás- és visszaemlékezés-közlések is helyet kapnak benne.
A folyóirat iránti érdeklődést jól dokumentálja, hogy a Magyar Elektronikus Könyvtár (MEK) felvette a listájára, és részben 1997-től az egyes évfolyamok számai elérhetők és letölthetők a MEK Elektronikus Periodika Archívumából (EPA).